# Hypnum prolixum
Hypnum prolixum là một loài Rêu trong họ Hypnaceae. Loài này được Dicks. ex Brid. mô tả khoa học đầu tiên năm 1801.